# Tanjung Harapan (Ipuh)
Tanjung Harapan is een bestuurslaag in het regentschap Muko-Muko van de provincie Bengkulu, Indonesië. Tanjung Harapan telt 1124 inwoners (volkstelling 2010).